# 加瀬あつし
加瀬 あつし（かせ あつし、1964年6月29日 - ）は、日本の漫画家。千葉県成田市出身。男性。血液型はB型。成田高等学校卒。

## 来歴
1990年、『週刊少年マガジン』（講談社）にて『カメレオン』で連載デビュー。1999年、『カメレオン』で第23回講談社漫画賞少年部門受賞。
2014年からは、『カメレオン』の7年後を描いた作品『くろアゲハ』を『月刊少年マガジン』（講談社）にて連載開始。

## 作風・人物
自由で笑いに溢れた作風とは裏腹に、作品で使うギャグやネタ作りには非常に苦労しており、原稿の締め切りに間に合わず逃亡したことも度々ある。そのため近年では「新人にエールを送る立場でこう言うのもなんだけど、漫画がキライ」「キライになったのは漫画家を職業にしてしまったから」「漫画を描くことが苦痛」とも語る一方で自身の作品と自分が漫画家であることには誇りを持っており、「自分がつまらないと思った話を原稿にしたことは一度もない」と自負している。
一時期、セガの対戦型格闘ゲーム『バーチャファイターシリーズ』に大変ハマっており、有名な大会に出没しその腕前を披露していた。『カメレオン』の作中でも、主人公達が『バーチャファイター』に興じているシーンがある。
2009年、右手の腱鞘炎の悪化により一時休載を余儀なくされる。のち、手術によって回復。『週刊少年マガジン』誌上にて元気な姿を公開した。ロボットアームを装着し、好調をアピールした。

## 作品リスト

### 連載
- カメレオン （『週刊少年マガジン』1990年17号 - 2000年10号、全47巻） - 連載デビュー作。第23回講談社漫画賞少年部門受賞。
- ポリ公マン（『週刊少年マガジン』2000年37・38合併号 - 2001年28号、全4巻）
- ジゴロ次五郎 （『週刊少年マガジン』2002年22号 - 2007年30号、全22巻）
- ゼロセン （『週刊少年マガジン』2008年34号 - 2010年36・37合併号、全8巻）
- ばくだん!〜幕末男子〜 （『週刊少年マガジン』2011年26号 - 2012年44号、全6巻）
- くろアゲハ （『月刊少年マガジン』2014年1月号[6] - 2023年1月号[7]、全20巻）
- ヤクマン（『月刊少年マガジン』2025年7月号[8] - ）

### 読み切り
- ぶっかけのヤザワ （『月刊ヤングマガジン』2011年6月号掲載） - 「疾風伝説 特攻の拓 外伝 〜Early Day’s〜」へのトリビュート企画「ぶっこみのあつし＆健＆ミサワ」に参加した短編。
- カメレオン SevenYearsAfter （『月刊少年マガジン』2013年12月号掲載[9]） - 『カメレオン』の番外編であり『くろアゲハ』のプレストーリーとなる短編。

### その他
- 耽美実験革命（1998年、『マガジン・マガジン』刊） - MALICE MIZERのファンムック。『カメレオン』の大ファンであるメンバーのKamiとの対談が収録されている。
- ゲーム『御意見無用〜Anarchy in the NIPPON〜』のキャラクターデザイン。
- 漫画『サンデー×マガジン クロスライン』のゲストキャラクターデザイン。

## アシスタント
- 広瀬けいた（『私立樋渡高校COMICS』）[要出典]